# نورث‌ویو
نورث‌ویو (به انگلیسی: Northview) یک منطقهٔ مسکونی در ایالات متحده آمریکا است که در میزوری واقع شده‌است. نورث‌ویو ۴۳۹ متر بالاتر از سطح دریا واقع شده‌است.